# Skive Seminarium
Skive Seminarium. Oprettet i 1951 som uddannelsessted for læreruddannelsen. Indgår i dag som en del af VIA University College.

## Skive Seminarium har været lukningstruet
Skive Seminarium og Nørre Nissum Seminarium skulle efter planerne være fusioneret og placeret i Holstebro senest i 2012, men massive protester fra lokalsamfundene bevirkede, at bestyrelsen for VIA University College på et møde den 1. februar 2010 besluttede, at de to uddannelsessteder kan fortsætte, hvis de lever op til en række fastsatte kvalitetskrav.

## Rektorer
- 1952-1972 Holger Paaskesen[4] (23. august 1906 – 5. marts 1972)
- 1972 – 31.12.1994 Kaj Ove Miltersen[5] (29. april 1931 – 10. marts 2010)
- Kjeld Fredens
- Dorthe Esbjørn Holck

## Kendte lærere dimitteret fra Skive Seminarium
- 1961 Ryan Holm (f. 1937), fået H.C. Ørsted-medaljen i bronze, kendt fra »Fysikernålen«
- 1970 Jytte Wittrock (f. 1945), politiker, MF 1994-2007
- 1971 Thomas Thomsen (f. 1946), kunstner; timelærer i formning ved seminariet fra 1973
- 1972 Anni Svanholt (f. 1947), politiker, MF 1994-2001
- 1979 Hans Rønne (f. 1953), skuespiller
- 1981 Martin Ravn Jensen, højskolelærer (musik)
- 1989 Torben Hansen (f. 1965), politiker, MF (2001-15), borgmester (2017-)
- 2007 Henriette Mikkelsen (f. 1980), håndboldspiller
- 2014 Jane Schumacher (f. 1988), håndboldspiller